# Montady
Montady è un comune francese di 3 991 abitanti situato nel dipartimento dell'Hérault nella regione dell'Occitania.
I suoi abitanti si chiamano "Montadynois".

## Società

### Evoluzione demografica
Abitanti censiti